# أرتور بونس
أرتور بونس (بالإسبانية: Arturo Ponce)‏ هو مبارز بالسيف أرجنتيني، (و. 1891  م).

## وصلات خارجية
- أرتور بونس على موقع أوليمبيديا (الإنجليزية)